# Acianthera crinita
Acianthera crinita  es una especie de orquídea. Es originaria de Brasil donde se encuentra en la Mata Atlántica en los estados de Minas Gerais, Sao Paulo y Paraná.

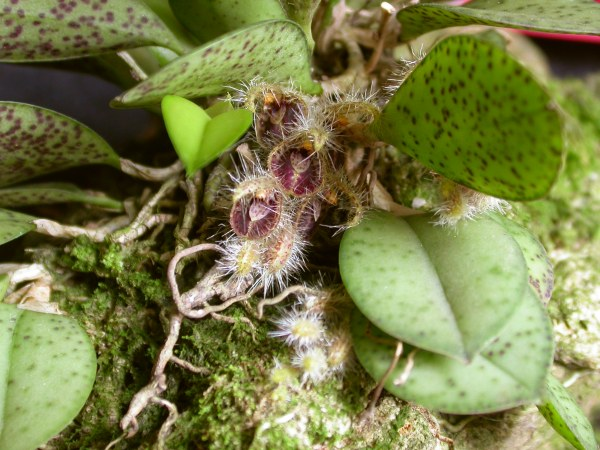
Vista de la planta

## Taxonomía
Acianthera crinita fue descrita por (Barb.Rodr.) Pridgeon & M.W.Chase y publicado en Lindleyana 16(4): 243. 2001.
Etimología
Acianthera: nombre genérico que es una referencia a la posición de las anteras de algunas de sus especies.
crinita: epíteto que significa "con  cabello largo".
Sinonimia
- Pleurothallis crinita Barb.Rodr. (1877) (Basionym)
- Lepanthes crinita (Barb.Rodr.) Barb.Rodr. (1881)
- Lepanthes renipetala Barb.Rodr. (1881)
- Pleurothallis renipetala (Barb.Rodr.) Cogn. (1896)
- Pleurothallis renipetala var. grandifolia Cogn. (1896)
- Pleurothallis renipetala var. intermedia Cogn. (1896)
- Cryptophoranthus kautskyi Pabst (1976)
- Specklinia crinita (Barb.Rodr.) F. Barros (1983)
- Acianthera renipetala (Barb.Rodr.) Luer (2004)[5][6]